# Marcos Paquetá
Marcos César Dias de Castro, apodado «Paquetá» (Paquetá, Río de Janeiro, Brasil, 27 de agosto de 1958) es un exfutbolista y actual entrenador de fútbol brasilero.

## Trayectoria

### Como jugador
Jugaba en la posición de centrocampista e inició su carrera profesional en el año 1973 con el América Football Club de Río de Janeiro y jugó hasta 1978. Luego recaló en el Clube de Regatas Vasco da Gama donde permaneció hasta 1981, y posteriormente se retiró.

### Como entrenador
En 1987 comenzó su carrera como entrenador en el América Football Club. Luego en 1988 pasó a dirigir al Al Shabab Al Arabi Club de los Emiratos Árabes Unidos donde estuvo hasta 1990. En su regreso a Brasil comenzó a dirigir a las categorías juveniles del Clube de Regatas do Flamengo, y en 1995 fue nombrado técnico interino del primer plantel. Posteriormente continuó dirigiendo en las categorías juveniles de Flamengo y Fluminense.
En 2003 fue nombrado por la Confederación Brasileña de Fútbol como entrenador de las selecciones brasileñas sub-17 y sub-20 para los mundiales de esa categoría. En la Copa Mundial de Fútbol Sub-17 de 2003 su equipo apareció en el Grupo C junto a las selecciones de Portugal, Camerún y Yemen. En el primer partido empataron ante Camerún (1-1), luego golearon a Portugal (5-0) y finalmente ganaron a Yemen (3-0), logrando así la clasificación a los cuartos de final. En los cuartos de final superaron fácilmente a Estados Unidos (3-0), en semifinales ganaron a Colombia (2-0), y finalmente derrotaron en la final a España (1-0). 
En la Copa Mundial de Fútbol Juvenil de 2003, Brasil compartió el Grupo C con Australia (2-3), República Checa (1-1) y Canadá (2-0), clasificándose en segundo lugar a los octavos de final. En los octavos de final derrotó en los tiempos extra a Eslovaquia (2-1), luego en cuartos de final golearon a Japón (5-1), en semifinales derrotaron a su archirrival Argentina (1-0), y en la final derrotaron a España (1-0).
En 2003 volvió a dirigir al Clube de Regatas do Flamengo, y en 2004 al Avaí Futebol Clube. En ese mismo año pasó a dirigir al Al-Hilal de la Primera División de Arabia Saudita, con el cual obtuvo los títulos de Primera División, Copa del Príncipe y Copa Federación, todos en 2005.
En 2006 fue confirmado como entrenador de Arabia Saudita para el Mundial de Alemania 2006, tras el despido del argentino Gabriel Calderón por la pobre imagen del equipo dada en los juegos asiáticos del oeste. Debutó en la Copa Mundial de Fútbol de 2006 el 14 de junio con un empate ante Túnez (2-2), luego el 19 de junio cayó ante Ucrania (0-4), y finalmente el 23 de junio perdió ante España por la mínima (0-1). Fue cesado de su puesto a inicios del año 2007, y en su reemplazo llegó su compatriota Hélio dos Anjos.
En 2008 comenzó a dirigir al Al-Gharafa SC de la Liga de Catar. Durante su estadía, el club alcanzó tres títulos. Finalmente en 2009 fue designado entrenador del Al-Rayyan hasta 2010. En ese mismo año fue confirmado para dirigir al Al-Ittihad Trípoli de Libia y a la Selección de fútbol de Libia para la Copa Africana de Naciones de 2012. En 2012 fue fichado nuevamente por el Al Shabab Al Arabi Club de la Primera División de los Emiratos Árabes Unidos, al cual dirigió hasta 2014.

## Clubes

### Como jugador
| Club          | País   | Año       |
| ------------- | ------ | --------- |
| América       | Brasil | 1973-1978 |
| Vasco da Gama | Brasil | 1978-1981 |

### Como entrenador
| Club                      | País                   | Año           |
| ------------------------- | ---------------------- | ------------- |
| América                   | Brasil                 | 1987          |
| Al Shabab                 | Emiratos Árabes Unidos | 1988-1990     |
| Flamengo                  | Brasil                 | 1995          |
| Selección nacional sub-17 | Brasil                 | 2003          |
| Selección nacional sub-20 | Brasil                 | 2003          |
| Avaí                      | Brasil                 | 2004          |
| Al-Hilal                  | Arabia Saudita         | 2004-2005     |
| Selección nacional        | Arabia Saudita         | 2006-2007     |
| Al-Rayyan                 | Catar                  | 2008-2010     |
| Selección nacional        | Libia                  | 2010-2012     |
| Al-Ittihad                | Libia                  | 2010-2012     |
| Al Shabab                 | Emiratos Árabes Unidos | 2012-2014     |
| Al-Gharafa                | Catar                  | 2014-2015     |
| Zamalek                   | Egipto                 | 2015-2016     |
| Al-Shorta                 | Irak                   | 2017-2018     |
| FC Pune City              | India                  | 2018          |
| Botafogo FR               | Brasil                 | 2018          |
| Muharraq Club             | Baréin                 | 2019          |
| CR Belouizdad             | Argelia                | 2021-2022     |
| Hassania Agadir           | Marruecos              | 2022-2023     |
| CR Belouizdad             | Argelia                | 2023-Presente |

## Palmarés

### Campeonatos nacionales
| Título                               | Club      | País           | Año  |
| ------------------------------------ | --------- | -------------- | ---- |
| Primera División de Arabia Saudita   | Al-Hilal  | Arabia Saudita | 2005 |
| Copa del Príncipe de la Corona Saudí | Al-Hilal  | Arabia Saudita | 2005 |
| Copa Federación de Arabia Saudita    | Al-Hilal  | Arabia Saudita | 2005 |
| Liga de fútbol de Catar              | Al-Rayyan | Catar          | 2008 |
| Liga de fútbol de Catar              | Al-Rayyan | Catar          | 2009 |
| Copa del Emir de Catar               | Al-Rayyan | Catar          | 2009 |
| Liga de fútbol de Catar              | Al-Rayyan | Catar          | 2010 |
| Copa Príncipe de la Corona de Catar  | Al-Rayyan | Catar          | 2010 |
| Copa Príncipe de la Corona de Catar  | Al-Rayyan | Catar          | 2011 |

### Campeonatos internacionales
| Título          | Club (*)                   | Lugar           | Año  |
| --------------- | -------------------------- | --------------- | ---- |
| Mundial Sub-17  | Selección brasileña sub-17 | Finlandia       | 2003 |
| Mundial Juvenil | Selección brasileña sub-20 | Emiratos Árabes | 2003 |